# Tipula (Tipula) flagellicurta
Tipula (Tipula) flagellicurta is een tweevleugelige uit de familie langpootmuggen (Tipulidae). De soort komt voor in het Afrotropisch gebied.